# Ludzka stonoga 2
Ludzka stonoga 2 (ang.) The Human Centipede 2 (Full Sequence) – brytyjsko-holenderski horror wyreżyserowany i wyprodukowany przez Toma Sixa, do którego również napisał scenariusz. Film jest sequelem filmu Ludzka stonoga, również stworzonego przez tego samego filmowca. Początkowo część druga miała mieć premierę od razu na płytach DVD. The Human Centipede 2 zostało przez cenzorów zakazane w Wielkiej Brytanii, lecz po blisku 32 cięciach film dopuszczono do projekcji.
Film nakręcono w obrazie czarno-białym, lecz jedynie w kilku kulminacyjnych momentach zachowano kolor. Główny bohater i jednocześnie antagonista filmu, grany przez Laurence’a R. Harveya, nie wypowiada w filmie ani jednego słowa (nie wliczając krzyków i śmiechu). Druga połowa filmu, wzorem części pierwszej, oferuje w większej ilości w krzyki ofiar, płacz i jęki.

## Fabuła
Film rozpoczyna się końcową sceną „The Human Centipede (First Sequence)”, włącznie z napisami końcowymi. Głównym bohaterem filmu jest niski, otyły i chory psychicznie Martin Lomax - w średnim wieku astmatyk z Wielkiej Brytanii. W dzieciństwie był wykorzystywany seksualnie przez swojego ojca, teraz psychicznie znęca się nad nim despotyczna matka. Martin jest zafascynowany filmem Toma Sixa do tego stopnia, że postanawia porwać 12 ludzi i w opuszczonym magazynie stworzyć z nich swoją własną ludzką stonogę. W domu posiada prawdziwą stonogę i album ze wszystkimi informacjami na temat aktorów i sposobu stworzenia ludzkiej stonogi, który pojawił się w pierwszym filmie.
W przeciwieństwie do doktora Heitera, który dokładnie dobierał osoby do stworzenia swojej stonogi, Martin atakował przypadkowe osoby, które nieprzytomne związywał i zawoził do opuszczonego magazynu. Do jego ofiar należą m.in. jego agresywny sąsiad, para nastolatków, prostytutka, kobieta w ciąży i jej czarnoskóry mąż.
Martin stara się za wszelką cenę sprowadzić trzech głównych aktorów z pierwszego filmu podając się za agenta Quentina Tarantino, i tylko Ashlynn Yennie przyjmuje fikcyjną ofertę wzięcia udziału w castingu do filmu reżysera. Podczas zszywania ludzi, Martin postanawia uczynić z niej pierwszą w stonodze, by nie musiała połykać czyichś odchodów (tak jak jej postać robiła to w pierwszym filmie). Z powodu śmierci dwójki osób - kobiety w ciąży i mężczyzny w średnim wieku, Martin stworzył stonogę z 10 osób - 5 mężczyzn i 5 kobiet, zszywając ich usta z odbytem przy pomocy zszywacza tapicerskiego.
Kiedy kobiecie w ciąży, którą Martin początkowo wziął za zmarłą, udało się uciec z magazynu, Martin rusza w pogoń za nią. W tym samym czasie Dickowi udaje się siłą oderwać się od odbytu Iana, tym samym dzieląc stonogę na dwie. Martin, po powrocie do magazynu po nieudanej próbie złapania kobiety, w akcie gniewu zaczyna mordować wszystkich po kolei, samą Ashlynn zostawiając na koniec. Nie chcąc jej zabijać, tej udaje się w porę powalić go na ziemię i wprowadzić do jego odbytu jego stonogę. Martin jęcząc z bólu zabija Ashlynn.
Końcowa scena pokazuje Martina oglądającego „The Human Centipede (First Sequence)”, która jest identyczna jak scena początkowa filmu, co może sugerować, że wszystkie wydarzenia rozegrały się tylko w jego umyśle.

## Obsada
- Laurence R. Harvey - Martin Lomax
- Ashlynn Yennie - Panna Yennie / Ludzka Stonoga #1
- Lee Nicholas Harris - Dick / Ludzka Stonoga #6
- Lucas Hansen - Ian / Ludzka Stonoga #5
- Emma Lock - Kim / Ludzka Stonoga #10
- Dominic Borrelli - Paul / Ludzka Stonoga #4
- Maddi Black - Candy / Ludzka Stonoga #2
- Kandace Caine - Carrie / Ludzka Stonoga #3
- Georgia Goodrick - Valerie / Ludzka Stonoga #9
- Dan Burman - Greg / Ludzka Stonoga #7
- Daniel Jude Gennis - Tim / Ludzka Stonoga #8
- Katherine Templar - Rachel
- Peter Blankenstein - Alan
- Bill Hutchens - Dr. Sebring
- Vivien Bridson - Pani Lomax
- Tom Six - Pan Lomax (głos)
- Peter Charlton - Jake
- Daniel De'sioye - Dziecko

## Produkcja
Tom Six potwierdził w 2010 roku, że pracuje nad sequelem The Human Centipede, i najprawdopodobniej powstanie też trzeci film w serii. Powiedział, że fabuła powstanie na bazie tej z pierwszego filmu, a ludzka stonoga tym razem będzie liczyć 12 osób. Tagline filmu brzmi: „100 medically inaccurate” (co w dosłownym tłumaczeniu brzmi: „W 100% niezgodny z medycyną”), co ma kontrastować z taglinem pierwszego filmu: „100 medically accurate” („W 100% zgodny z medycyną”). Six oznajmił, że sequel będzie dużo ostrzejszy, a część pierwsza będzie przy nim wyglądać „jak My Little Pony”.
Początkowo spekulowano na temat faktu, jakoby postacie grane przez Ashlynn Yennie i Akihiro Kitamurę, pomimo śmierci obydwu w pierwszym filmie, miałyby powrócić w sequelu. Dodatkowo, Ashley C. Williams, której postać jako jedyna przeżyła w całym filmie, była widziana na planie filmowego horroru w Anglii w 2010 roku, przez co podejrzewano, że powtórzy swoją rolę jako Lindsay w drugiej części. W kolejnych wywiadach Ashlynn Yennie - jedyna aktorka z głównej obsady pierwszego filmu biorąca udział w drugiej części, oznajmiła, że w sequelu widzowie ujrzą „krew i gówno” którego nie widzieli w pierwowzorze.
Kręcenie filmu rozpoczęto w czerwcu 2010 roku w Londynie. Pierwszy trailer ukazał się 24 września, w którym Six przedstawił Martina jako „nowego doktora”.
Według słów Sixa, część druga diametralnie różni się od części pierwszej z dwóch powodów. Po pierwsze, gdy pisał scenariusz do First Sequence, wiedział, że ludzie będą chcieli więcej „krwi i gówna” niż zostanie to pokazane; po drugie, obydwa filmy przedstawiają w inny sposób jego antagonistów i jednocześnie głównych bohaterów: First Sequence jest w kolorze, kamera porusza się powoli, fabuła bardziej skupia się na ofiarach niż na doktorze Heiterze. W Full Sequence natomiast, obraz jest czarno-biały, akcja dzieje się dynamicznie, a fabuła skupia się bardziej na Martinie aniżeli na jego ofiarach. Wprawdzie część druga została nagrana w kolorze, lecz Six uznał, że film jest straszniejszy w czarno-białym obrazie.

## Kontrowersje

### Wielka Brytania
W czerwcu 2011 roku, British Board of Film Classification odmówiło zaklasyfikowania Full Sequence i zezwolenia na wydanie go na DVD, co było jednoznaczne z tym, że nie można było legalnie uzyskać filmu na terenie Wielkiej Brytanii. Część pierwsza przeszła z najwyższą kategorią wiekową, gdyż, pomimo iż była „niewątpliwie beznadziejnym i obrzydliwym filmem”, to jednak sposób przedstawienia stonogi jako „medycznego eksperymentu” był dopuszczalny.
BBFC uznało, że Full Sequence jest filmem zbyt ekstremalnym dla kategorii wiekowej +18, oraz był „seksualnie okrutny i obsceniczny”. Zaznaczono również, że ludzka stonoga jest przede wszystkim obiektem zdeprawowanego seksualnie umysłu głównego bohatera. Skrytykowali film za temat, którym jest „seksualne podniecenie wywołane degradacją, poniżeniem, ćwiartowaniem, torturowaniem i mordowaniem nagich ofiar nie tylko dla bohatera filmowego, ale i dla widzów”. Ostatecznie BBFC uznało, że nawet po największej ilości cięć, film wciąż nie będzie nadawał się do dystrybucji na terenie wysp.
Reżyser Tom Six skrytykował decyzję BBFC za spoilery na temat filmu, oraz powiedział: „[Film jest]...fikcyjny. Nie prawdziwy. Całkowicie udawany. To sztuka...”. Uznał również, że każdy widz powinien móc indywidualnie zdecydować, czy chcieć obejrzeć ten film.
W październiku 2011, BBFC postanowiło zaklasyfikować film do kategorii wiekowej +18 po 32 cięciach i wycięciu 2 minut i 37 sekund filmu. Do wyciętych scen należą:
- Martin nakładający papier ścierny na penisa i masturbujący się podczas oglądania The Human Centipede.
- Zbliżenie na scenę wybijania zębów Alana młotkiem.
- Zbliżenia na sceny zszywania ust do odbytów.
- Zbliżenia na sceny defekowania do ust każdej z ofiar.
- Scena z Martinem nakładającym drut kolczasty na swojego penisa, po czym brutalnie gwałcącym nastolatkę Kim będącą ostatnią w stonodze.
- Scena z zabiciem nowo narodzonego dziecka.
- Zbliżenie na scenę, gdy Dick odrywa się od odbytu Iana.

### Australia
Początkowo oryginalna wersja Full Sequence została dopuszczona do kategorii +18, jednakże, minister sprawiedliwości Brendan O’Connor poprosił o ocenę i recenzję filmu. Filmowi, decyzją trzyosobowej grupy, jednogłośnie odmówiono klasyfikacji. Decyzję tę poparło kilka organizacji chrześcijańskich.
Po odmówieniu filmowi klasyfikacji, Monster Pictures zaplanowało wydanie zmodyfikowanej wersji filmu, w której wycięto 30 sekund filmu. Wersja ta przeszła z certyfikatem +18.

### Stany Zjednoczone
Film miał premierę 22 września 2011 roku na Fantastic Fest w Austin w Teksasie. Dystrybutor filmu, IFC Films, dał każdemu z publiczności woreczki na wymiociny, ponadto przed kinem postawiono karetkę, z której pomocy skorzystała tylko jedna osoba.
Full Sequence doczekał się w Stanach Zjednoczonych jedynie nocnych i limitowanych pokazów.

## Kontynuacja
Six zaczął pracować nad częścią trzecią już w sierpniu 2011. Oznajmił, że film będzie inny od swoich poprzedników, i również zacznie się zakończeniem poprzedniej części (zakończenie rozpoczynające film ma przypominać ciąg). Six wyjawił również, że część trzecia odpowie na pewne pytania, będzie miało „dziwne, szczęśliwe zakończenie”, i będzie ostatnią części w serii, gdyż nie chce już więcej filmów o ludzkiej stonodze. W wywiadzie dla DreadCentra.com powiedział, że przy The Human Centipede 3 „część druga będzie przypominać film Disneya. Część trzecią nakręcimy w całości w Ameryce, i to będzie mój faworyt... [Film] zdenerwuje wiele ludzi”.